# Ínula
Ínula (Inula) és un gènere de plantes angiospermes de la família de les asteràcies (Asteraceae). Són plantes natives d'Àsia, Àfrica tropical i algunes zones d'Europa, amb espècies introduïdes a d'altres parts del món com ara tot Europa i Amèrica del nord. Als Països Catalans se n'hi fan vàries espècies introduïdes.

## Descripció
Són plantes herbàcies perennes, de vegades amb la base llenyosa. Les fulles són simples, es disposen de manera alternada i tenen el marge enter. Les flors acostumen a ser grogues i es troben agrupades en capítols terminals, l'involucre té vàries fileres de bràctees herbàcies. Els flòsculs, les flors interiors, són hermafrodites i de forma tubular amb cinc lòbuls. Les flors ligulades són femenines i tenen tres dents o lòbuls a l'àpex. El fruit és un aqueni amb papus.

## Taxonomia
Aquest gènere va ser publicat per primer cop l'any 1753 al segon volum de l'obra Species Plantarum del botànic suec Carl von Linné (1707-1778).

### Espècies
Dins del gènere Inula es reconeixen les 78 espècies següents:
- Inula acaulis Schott & Kotschy ex Boiss.
- Inula acuminata DC.
- Inula anatolica Boiss.
- Inula angustifolia DC.
- Inula arbuscula Delile
- Inula aucheriana DC.
- Inula barbata Wall. ex DC.
- Inula candida (L.) Cass.
- Inula ciliaris Matsum.
- Inula clarkei (Hook.f.) R.R.Stewart
- Inula cuanzensis Hiern
- Inula decurrens Popov
- Inula discoidea Boiss.
- Inula eminii (O.Hoffm.) O.Hoffm.
- Inula engleriana O.Hoffm.
- Inula fragilis Boiss. & Hausskn.
- Inula gimbundensis S.Moore
- Inula glareosa E.M.Antipova
- Inula glauca C.Winkl.
- Inula glomerata Oliv. & Hiern
- Inula gombczewskyi C.Winkl.
- Inula gossweileri S.Moore
- Inula grandiflora Willd.
- Inula grandis Schrenk ex Fisch. & C.A.Mey.
- Inula helenium L.
- Inula helianthus-aquatilis C.Y.Wu ex Y.Ling
- Inula hendersoniae S.Moore
- Inula hissarica R.Nabiev
- Inula hookeri C.B.Clarke
- Inula huillensis Hiern
- Inula hupehensis (Y.Ling) Y.Ling
- Inula inuloides (Fenzl) Grierson
- Inula japonica Thunb.
- Inula kalapani C.B.Clarke
- Inula klingii O.Hoffm.
- Inula koelzii R.Dawar & Qaiser
- Inula limosa O.Hoffm.
- Inula linariifolia Turcz.
- Inula macrocephala Boiss. & Kotschy
- Inula macrolepis Bunge
- Inula magnifica Lipsky
- Inula mannii (Hook.f.) Oliv. & Hiern
- Inula mildbraedii Muschl.
- Inula montbretiana DC.
- Inula multicaulis Fisch. & C.A.Mey.
- Inula obtusifolia A.Kern.
- Inula oligocephala S.Moore
- Inula paludosa O.Hoffm.
- Inula peacockiana (Aitch. & Hemsl.) Korovin
- Inula perrieri (Humbert) Mattf.
- Inula persica F.Ghahrem. & Narimisa
- Inula poggeana O.Hoffm.
- Inula racemosa Hook.f.
- Inula rajamandii Narimisa & F.Ghahrem.
- Inula rhizocephala Schrenk ex Fisch. & C.A.Mey.
- Inula rhizocephaliformis Kamelin & Turak.
- Inula robynsii De Wild.
- Inula royleana DC.
- Inula salsoloides (Turcz.) Ostenf.
- Inula sarana Boiss.
- Inula schischkinii Gorschk.
- Inula schmalhausenii C.Winkl.
- Inula sechmenii Hartvig & Strid
- Inula sericeo-villosa Rech.f.
- Inula sericophylla Franch.
- Inula serratuloides (Gilli) Grierson
- Inula speciosa O.Hoffm.
- Inula stenocalathia (Rech.f.) Soldano
- Inula stewartii Abid & Qaiser
- Inula stolzii Mattf.
- Inula subfloccosa Rech.f.
- Inula taiwanensis S.S.Ying
- Inula thapsoides (Spreng.) Spreng.
- Inula tuzgoluensis M.Öztürk & Ö.Çetin
- Inula urumoffii Degen
- Inula vernonioides O.Hoffm.
- Inula viscidula Boiss. & Kotschy
- Inula welwitschii O.Hoffm.